# Supporterscafe
Als Supporterscafe bezeichnet man in Belgien eine Gaststätte (in Belgien "Cafe" genannt), die in besonderer Weise mit einem bestimmten Radrennfahrer verbunden ist.
Die Fans und Unterstützer (Supporters) eines Radsportlers treffen sich in dieser Gaststätte. Ist der Fahrer noch recht jung und unbekannt, so steht für ihn dort eine Spardose, in die die Supporters Geld hinein gegeben, das das junge Talent dann für die Entrichtungen von Startgeldern, Reise- oder Materialkosten  verwendet.
Im Gegenzug schaut der Rennfahrer regelmäßig in der Gaststätte vorbei und bringt Gegenstände von seinen Erfolgen zur Dekoration der Gaststätte mit, etwa Pokale oder besondere Siegestrikots.
Diese Form der Kultur in Belgien ist nicht auf belgische Fahrer beschränkt, viele internationale Stars des Radsports haben irgendwo in Belgien ein Supporterscafe.